# 出水

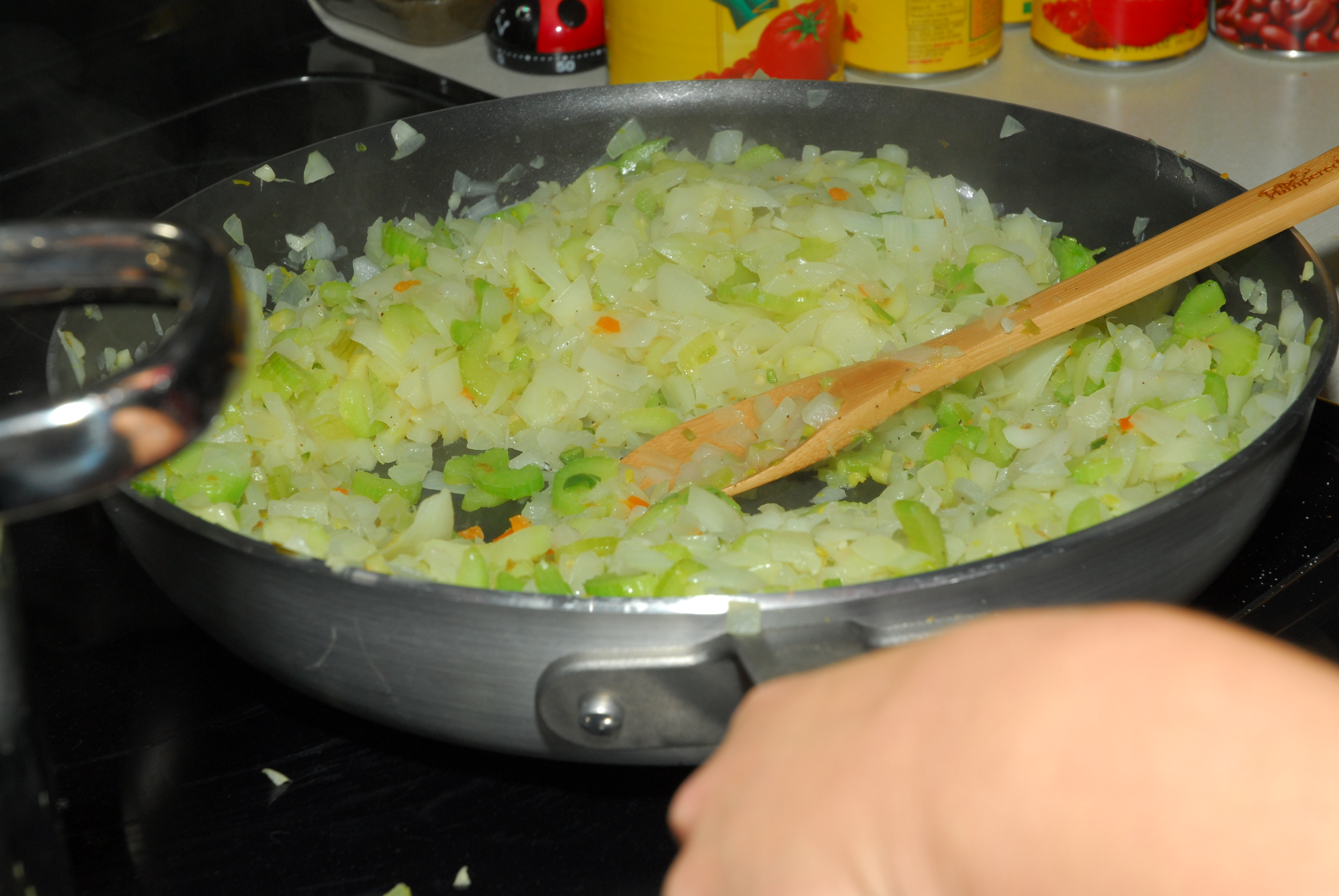
加熱蔬菜，使其出水

出水（Sweating），在西餐中，指用一點油或是奶油以小火加熱蔬菜，而且頻繁的攪拌及翻動，確保由蔬菜中滲出的水分都蒸發了。出水會讓蔬菜比較嫩，甚至有時會有半透明的外觀。一般若要在液體中烹調食物，會先經過出水。甚至洋葱在加進濃湯烹調之前也會先出水。出水和煸不同，出水用的火會比煸小很多，有些也會加一點鹽讓水份釋出，而且蔬菜只會略為變成褐色，甚至不會變褐色。
以往在準備coulis時，蔬菜的出水也是重要技術之一。
而在中餐中，出水指将生肉用热水稍微烫熟表面，使肉中的残留血水析出凝固以去除，以此减少腥味。